# بخش کاسموس، شهرستان میکر، مینه سوتا
بخش کاسموس (به انگلیسی: Cosmos Township) یک منطقهٔ مسکونی در ایالات متحده آمریکا است که در شهرستان میکر، مینه‌سوتا واقع شده‌است.
 بخش کاسموس ۹۰٫۹ کیلومتر مربع مساحت و ۲۲۹ نفر جمعیت دارد و ۳۳۷ متر بالاتر از سطح دریا واقع شده‌است.